# Castulo laeta
Castulo laeta är en fjärilsart som beskrevs av Walker 1856. Castulo laeta ingår i släktet Castulo och familjen björnspinnare. Inga underarter finns listade i Catalogue of Life.